# Cladocarpus crenatus
Cladocarpus crenatus is een hydroïdpoliep uit de familie Aglaopheniidae. De poliep komt uit het geslacht Cladocarpus. Cladocarpus crenatus werd in 1881 voor het eerst wetenschappelijk beschreven door Fewkes. 